# Rocky Bernard
Robert „Rocky“ Eugene Bernard Jr. (* 19. April 1979 in Baytown, Texas) ist ein ehemaliger US-amerikanischer American-Football-Spieler  auf der Position des Defensive Tackles. Er spielte für die New York Giants und Seattle Seahawks in der National Football League (NFL). Mit den Giants gewann er den Super Bowl XLVI.

## Profilaufbahn

### Seattle Seahawks
Bernard wurde von den Seattle Seahawks bei der NFL Draft 2002 in der fünften Runde ausgewählt. Vorher spielte er College Football für die Texas A&M University. Bernard wurde in den ersten drei Saisons meistens als Ersatzspieler verwendet. In der Regular Season 2005 wurde er von Anfang an als Defensive Tackle eingesetzt, wo er 8,5 Sacks schaffte. Im NFC Championship Game gegen die Carolina Panthers schaffte er zwei weitere Sacks. Bernard gelangen in der Saison 2005 42 Tackles.
Am 30. August 2008 suspendierte die NFL Bernard für das erste Spiel der Seahawks, weil er die Regeln der NFL gebrochen hatte. Er wurde im April 2008 wegen häuslicher Gewalt verhaftet, da er seine Ex-Freundin mit der Faust ins Gesicht geschlagen hatte. Aufgrund der Suspendierung verlor er 235.000 US-Dollar von seinem Gehalt.

### New York Giants
Am 28. Februar 2009 unterschrieb Bernard einen 4-Jahres-Vertrag über 16 Millionen Dollar bei den New York Giants. In diesem Vertrag wurden ihm 6,9 Millionen Dollar garantiert sowie ein Fünf-Millionen-Dollar-Bonus für die Unterschrift und ein Basisgehalt für die erste Saison.
Bernard wurde am 28. Juli 2011 entlassen. Am 4. August 2011 unterschrieb er wiederum bei den Giants und gewann mit ihnen in dieser Saison den Super Bowl XLVI.